# 尾花沢盆地

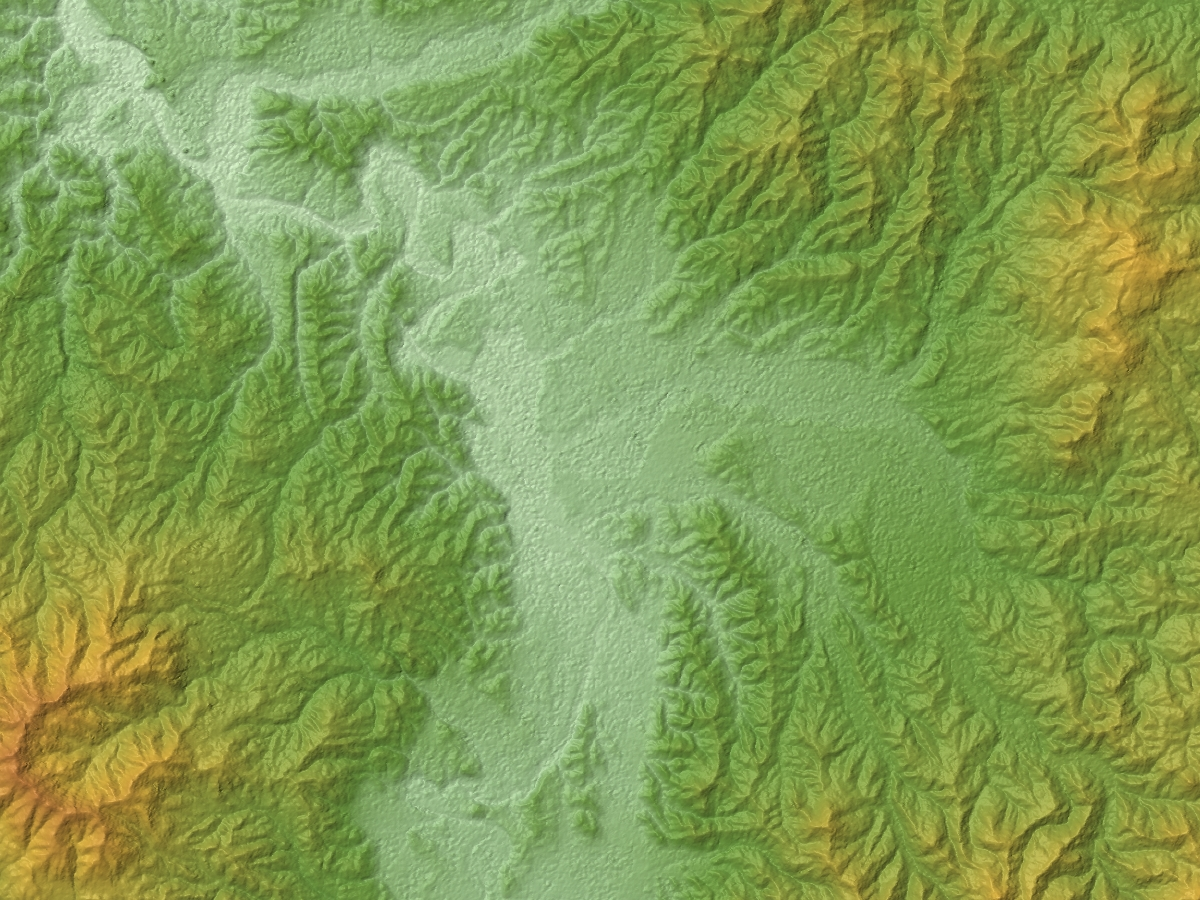
尾花沢盆地の地形図

尾花沢盆地（おばなざわぼんち）は、山形県東部に位置する盆地である。国内有数の豪雪地帯として知られている。夏季生産量日本一の尾花沢スイカや山形そばはこの地が本場である。

## 概要

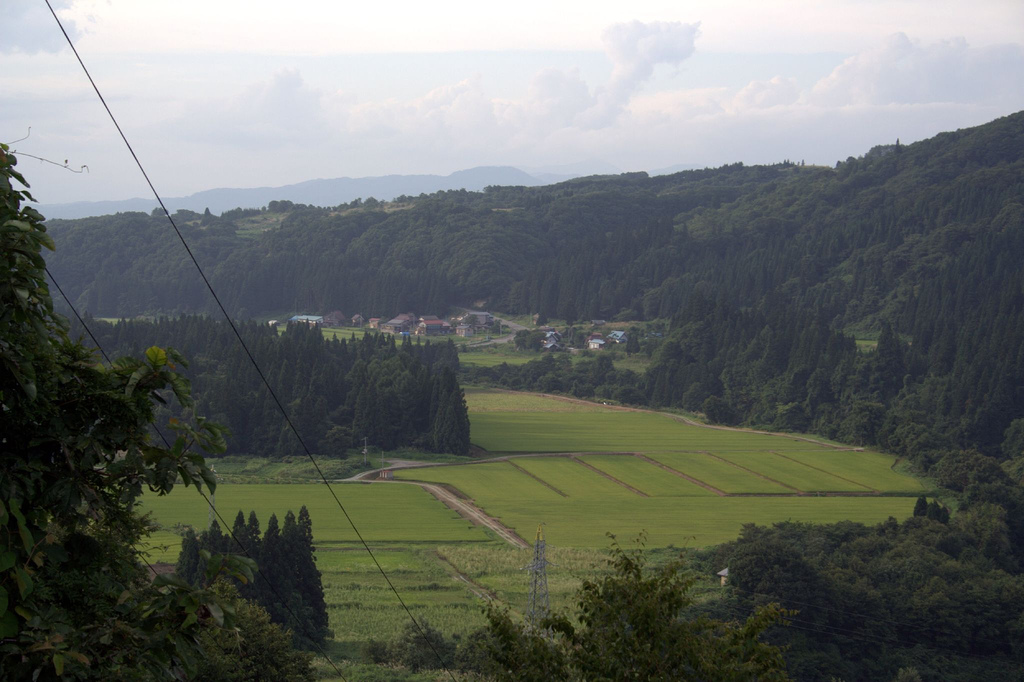
新鶴子ダムより見下ろした尾花沢盆地

三方を山地に囲まれ、東部に奥羽山脈、西部に出羽山脈が連なり、北部の猿羽根峠が当盆地と新庄盆地を隔てる。盆地西部に最上川が流れ、域内最大支流の丹生川が東の宮城県境から様々な支流を集め、最上川に注ぐ。
南側の山形盆地との境は不明瞭である。最上川東岸には丘陵地が見られるが、西岸では平坦地が連続しており区分は難しい。気候面では、両盆地の境界付近に位置する村山市北部も、尾花沢市や大石田町同様に冬季の積雪量は多く、降雪量が極端に少なくなる山形盆地とは異なる。
尾花沢盆地に所在する自治体は尾花沢市、北村山郡大石田町の2つ。尾花沢市は最上川水系の支流である丹生川や朧気川、野尻川流域の大部分を占める。大石田町と尾花沢市北部の芦沢地区は最上川本流に接している。本盆地は山形県の4地方のうち、村山地方の北部を占める。一帯を含む地域は北村山地区と呼ばれるが、この場合は山形盆地に位置する村山市や東根市も含む。

## 気候
盆地特有の気候で一日の寒暖の差が大きく、冬季の降雪量が多い。特に降雪に関しては国内有数の豪雪地帯に数えられ、平野部でも積雪は2mを超える。理由としては、最上川を吹き抜ける北西の季節風が脊梁山脈の奥羽山脈にぶつかり、その西側で多く降雪するためである。同様の特徴が新庄盆地でも見られる。

## 産業

### 農業
主に稲作が行われている。また特筆すべきものとして、尾花沢スイカ栽培（最も需要の多い夏季生産量日本一を誇る）が有名で、日本第3位の生産量である。

### 観光業
尾花沢市の銀山温泉は、大正ロマン漂う風情のある温泉として全国的に非常に有名である。また尾花沢市や大石田町次年子地区のそばも有名で（さらに南部の村山市には通称「そば街道」と呼ばれる蕎麦屋さんが密集した地区がある）、信州と並ぶそばどころ山形を象徴するところである。尾花沢市は、東北を代表する夏の祭り山形花笠祭りの発祥の地で、「おばなざわ花笠まつり」が毎年8月後半に開催される。

## 交通
1999年(平成11年)に山形新幹線が新庄まで延伸し、2014年(平成26年)には尾花沢新庄道路が尾花沢ICまで整備されるなど域内の交通環境は飛躍的に向上している。

### 鉄道
中心となる駅は、大石田町にある大石田駅である。
- 山形新幹線：大石田駅から下り方面に新庄駅、上り方面に山形駅があり、さらに東京駅まで直通している。
- 奥羽本線（山形線）：新庄駅から米沢駅までの区間。他に駅は尾花沢市の芦沢駅、大石田町の北大石田駅がある。
- 旧山形交通尾花沢線：1970年まで大石田駅から尾花沢駅までを結んでいた。

### 道路
主要道路は尾花沢市を中心に通る。
- 将来、東北中央自動車道に組み込まれる予定の尾花沢新庄道路が近年開通した。（無料供用中）
- 国道13号が南北に縦断している。近年国道13号山形北バイパスの四車線化が尾花沢市中心部まで達した。
- 国道13号に交差する国道347号が、最上川西岸の寒河江市と、東部宮城県側の大崎市を結ぶ。

## 山形盆地断層帯
大石田町から山形盆地を貫き、上山市へ伸びる活断層。長さ約60kmで、平均的な活動周期はおよそ3000年。過去1万年前の間に、少なくとも3回は活動した可能性がある。将来の地震発生の予測では、今後30年以内にマグニチュード7.8程度の地震が発生する確率は、0〜7％と比較的高い水準で、この地震が発生した場合、山形盆地を含む山形県内陸部全域が、震度6強の揺れに見舞われると予測されている。